# Paulinho (ur. 1989)
Paulo Roberto Gonzaga (ur. 26 stycznia 1989) – brazylijski piłkarz występujący na pozycji pomocnika.

## Kariera piłkarska
Od 2008 roku występował w Grêmio, CR Vasco da Gama, Tochigi SC, Kawasaki Frontale, JEF United Chiba, Shonan Bellmare i Matsumoto Yamaga FC.